# Polypodium fraxinifolium
Polypodium fraxinifolium là một loài dương xỉ trong họ Polypodiaceae. Loài này được Jacq. mô tả khoa học đầu tiên năm 1789.